# العامل والمزارعة
العامل وامرأة المزرعة النموذجية (بالروسية: Рабочий и колхозница) هو منحوتة بطول 24.5 متر، صُنعت من الستانل ستيل. ومن تصميم النحاتة السوفيتية فيرا موخينا عرض للمرة الأولى للعرض في المعرض العالمي للفنون والتقنية في باريس عام 1937 ثم نُقل في وقت لاحق إلى موسكو. تعد المنحوتة رمزاً للاشتراكية الواقعية إضافة لكونها من طراز الأرت ديكو حيث يحمل العامل المطرقة عاليا في حين تحمل المزارعة النموذجية المنجل ليشكلا معاً رمز «المطرقة والمنجل».
أساساً تم صنع المنحوتة لتوضع في الجناح السوفييتي في المعرض العالمي في باريس العام 1937.

## صور

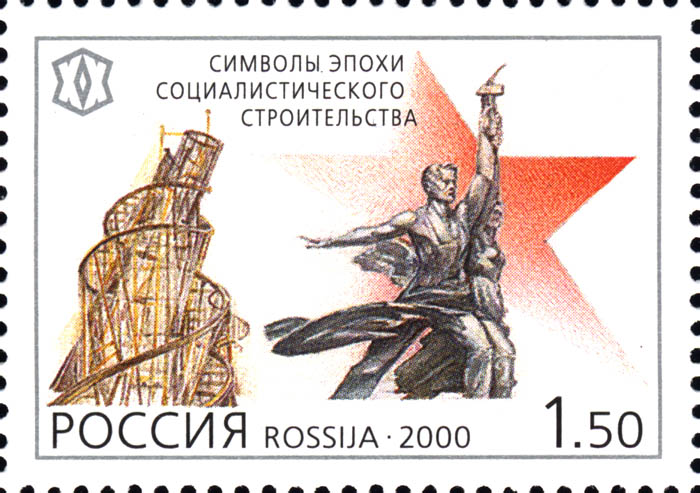
العامل والمزارعة النموذجية من بين انجازات القرن العشرين التي وضعت على مجموعة من الطوابع البريدية في 2006